# Wereldkampioenschappen synchroonzwemmen 2024 – Solo vrije routine vrouwen
De vrije routine voor solisten tijdens de wereldkampioenschappen synchroonzwemmen 2024 vond plaats op 4 en 6 februari 2024 in de Aspire Dome in Doha, Qatar.

## Uitslag
De eerste twaalf solisten, hier aangegeven met groen, gingen door naar de finale.
| Rang   | Naam                     | Land          | Voorronde | Voorronde | Finale        | Finale        |
| Rang   | Naam                     | Land          | Punten    | Rang      | Punten        | Rang          |
| ------ | ------------------------ | ------------- | --------- | --------- | ------------- | ------------- |
| Goud   | Jacqueline Simoneau      | Canada        | 248,9189  | 3         | 264,8207      | 1             |
| Zilver | Evangelia Platanioti     | Griekenland   | 253,7353  | 2         | 253,2833      | 2             |
| Brons  | Vasilina Khandoshka      | Neutrale vlag | 224,1771  | 5         | 245,1042      | 3             |
| 4      | Xu Huiyan                | China         | 230,8104  | 4         | 244,2251      | 4             |
| 5      | Klara Bleyer             | Duitsland     | 206,9958  | 10        | 230,8894      | 5             |
| 6      | Vasiliki Alexandri       | Oostenrijk    | 253,8625  | 1         | 222,8938      | 6             |
| 7      | Jasmine Verbena          | San Marino    | 207,0645  | 9         | 207,5209      | 7             |
| 8      | Marloes Steenbeek        | Nederland     | 200,9729  | 11        | 207,0979      | 8             |
| 9      | Karina Magrupova         | Kazachstan    | 200,6688  | 12        | 200,8166      | 9             |
| 10     | Susanna Pedotti          | Italië        | 212,4521  | 7         | 195,5000      | 10            |
| 11     | Viktória Reichová        | Slowakije     | 207,7917  | 8         | 195,2249      | 11            |
| 12     | Mari Alavidze            | Georgië       | 219,2188  | 6         | 185,7250      | 12            |
| 13     | Kyra Hoevertsz           | Aruba         | 197,7791  | 13        | Uitgeschakeld | Uitgeschakeld |
| 14     | Mónica Arango            | Colombia      | 192,1437  | 14        | Uitgeschakeld | Uitgeschakeld |
| 15     | Jullia Catharino         | Brazilië      | 191,0187  | 15        | Uitgeschakeld | Uitgeschakeld |
| 16     | Ece Üngör                | Turkije       | 188,4854  | 16        | Uitgeschakeld | Uitgeschakeld |
| 17     | Sandra Freund            | Zweden        | 178,8063  | 17        | Uitgeschakeld | Uitgeschakeld |
| 18     | Matea Butorac            | Kroatië       | 170,9208  | 18        | Uitgeschakeld | Uitgeschakeld |
| 19     | Ana Culic                | Malta         | 167,4229  | 19        | Uitgeschakeld | Uitgeschakeld |
| 20     | Jennifer Russanov        | Nieuw-Zeeland | 163,4624  | 20        | Uitgeschakeld | Uitgeschakeld |
| 21     | Jennah Hafsi             | Marokko       | 162,7730  | 21        | Uitgeschakeld | Uitgeschakeld |
| 22     | Patrawee Chayawararak    | Thailand      | 153,9583  | 22        | Uitgeschakeld | Uitgeschakeld |
| 23     | Cesia Castaneda          | El Salvador   | 136,6501  | 23        | Uitgeschakeld | Uitgeschakeld |
| 24     | Sini Tuuli               | Finland       | 127,6854  | 24        | Uitgeschakeld | Uitgeschakeld |
| 25     | Gabriela Alpajón         | Cuba          | 126,7458  | 25        | Uitgeschakeld | Uitgeschakeld |
| 26     | Hilda Tri Julyandra      | Indonesië     | 122,1063  | 26        | Uitgeschakeld | Uitgeschakeld |
| 27     | Shao Anlan               | Macau         | 119,2521  | 27        | Uitgeschakeld | Uitgeschakeld |
| 28     | Anna Mitinian            | Costa Rica    | 115,0938  | 28        | Uitgeschakeld | Uitgeschakeld |
| 29     | Toulan Ben Abdel Fattah  | Tunesië       | 101,1083  | 29        | Uitgeschakeld | Uitgeschakeld |
| 30     | Alexandra Mansaré-Traoré | Guinee        | 95,7020   | 30        | Uitgeschakeld | Uitgeschakeld |
| 31     | Yasmina Rushaidat        | Jordanië      | 77,2979   | 31        | Uitgeschakeld | Uitgeschakeld |